# Église de la Vierge d'Aulnois-sous-Laon
L'église de la Vierge d'Aulnois-sous-Laon est une église située à Aulnois-sous-Laon, en France.

## Localisation
L'église est située sur la commune de Aulnois-sous-Laon, dans le département de l'Aisne.